# Saison 11 de Chicago PD
 (juin 2024).
Si vous disposez d'ouvrages ou d'articles de référence ou si vous connaissez des sites web de qualité traitant du thème abordé ici, merci de compléter l'article en donnant les références utiles à sa vérifiabilité et en les liant à la section « Notes et références ».
Chronologie
Saison 10 Saison 12
Cet article présente le guide des épisodes de la onzième saison de la série télévisée américaine Chicago PD.

## Distribution

### Acteurs principaux
- Jason Beghe (VF : Thierry Hancisse) : Sergent Henry « Hank » Voight
- Tracy Spiridakos (VF : Olivia Luccioni): Detective Hailey Upton
- Marina Squerciati (VF : Olivia Nicosia) : Lieutenant Kim Burgess
- Patrick Flueger (VF : Sébastien Desjours) : Lieutenant Adam Ruzek
- LaRoyce Hawkins (VF : Daniel Lobé) : Lieutenant Kevin Atwater
- Benjamin Levy Aguilar (VF : Simon Koukissa-Barney) : Officier Dante Torres
- Amy Morton (VF : Françoise Vallon) : Sergent Trudy Platt

### Acteurs récurrents
- Sara Bues : Procureure adjointe Nina Chapman (épisodes 1, 6, 7 et 13)
- Yara Martinez : Gloria Perez (épisodes 4 et 9)
- Bojana Novakovic : Détective Josephine « Jo » Petrovic (épisodes 7, 8, 10, 12 et 13)
- Dennis Flanagan : Frank Matson (épisodes 1, 6, 10, 12 et 13)

### Invités spéciaux
- Elias Koteas : Alvin Olinsky (épisode 13)

## Liste des épisodes

### Épisode 1:Avancer
- États-Unis /  Canada : 17 janvier 2024 sur NBC / Citytv
- Suisse : 5 juillet 2024 sur RTS 1
- France : 19 février 2025 sur 13ème Rue

- États-Unis : 5,82 millions de téléspectateurs[1]

- Jason Bowen : Dr. Julian Mitchell
- Nicholas Podany : Cam Boyd
- Riley Shanahan : Derrick Boyd
- Will Casey : Aaron Turner
- Leah Hudspeth : Jess Turner
- Kenneth Arnette : Officier de patrouille #1
- Whitney Masters : Officier de patrouille #2
- Pearl Paramadilok : Ambulancier
- Cesar Jaime : Ambulancier #2
- Keyshawn Brian Steele : Ambulancier #4
- Kenneth D. Johnson : Chef des pompiers
- Cisco Lopez : Officier
- Lorena Pulido : Avocat
- Michelle Shelton Huff : La mère
- Leroy S. Williams III : Le père
- Kayciblu Wright : La fille
- Montrice Eileen : Officier de patrouille Dvorall (non créditée)
- Amanda Vannucchi : Officier (non créditée)

### Épisode 2:Les Rescapés
- États-Unis /  Canada : 24 janvier 2024 sur NBC / Citytv
- Suisse : 5 juillet 2024 sur RTS 1
- France : 19 février 2025 sur 13ème Rue

- États-Unis : 5,48 millions de téléspectateurs[2]

- Carter Shimp : Zachary « Zaco » Munn
- Matthew Alan : Wes Arben
- Gabi Samels : Marla Munn
- Ramona Edith Williams : Makayla Ward
- Chase Ramsey : McAllen
- Brandon Wall : Troy Bala
- Garrett Sweere : Clay Bala
- Ulyses Espinoza : Le chirurgien
- Adriana Trajkovski : Ambulancier
- Jon Eiswerth : Détective Froom
- Haley Schneider : Journaliste
- Madison Wiley : Lexie
- Mark Spates Smith : Détective vétéran
- Montrice Eileen : Officier de patrouille Dvorall (non créditée)

### Épisode 3:Enfin en sécurité
- États-Unis /  Canada : 31 janvier 2024 sur NBC / Citytv
- Suisse : 5 juillet 2024 sur RTS 1
- France : 26 février 2025 sur 13ème Rue

- États-Unis : 5,53 millions de téléspectateurs[3]

- E.J. Bonilla : Officier Danny Alvarado
- Ana Osorio : Gabriela Baez
- Will Clinger : Commandant McAlister
- Ramona Edith Williams : Makayla Ward
- Jonathan Stanley : James Pleasant
- Blair Jasin : Aaron Marshall
- Alex Levy : Médecin de rue
- Adam Sherman : Petey
- Terence Sims : Manager
- Ahmir Elijah : Dealer #1
- Bluu J King : Dealer #2
- Leajato Amara Robinson : Officier du ICE
- Adrian Albarran : Marchand de documents
- Gabriela Barrios : Raquel Bolivar
- Yessenia Carreon : Migrant #1
- Valerie Hanna : Volontaire #2
- Monty Bankston : Chef du bureau des services techniques (non crédité)
- Kylah Collins : Liz Winlock (non créditée)
- Montrice Eileen : Officier de patrouille Dvorall (non créditée)

### Épisode 4:Évasion
- États-Unis /  Canada : 7 février 2024 sur NBC / Citytv
- Suisse : 12 juillet 2024 sur RTS 1
- France : 5 mars 2025 sur 13ème Rue

- États-Unis : 5,07 millions de téléspectateurs[4]

- Julio Cesar Cedillo : Rafael Perez
- Ethan Jones Romero : Eric Medina
- Stephanie Diaz : Catalina Torres
- Andre Alvarez : Ambrose
- Marcelo Wright : Jose
- Bianca Shofner : Mace
- Selena Wyatt : Serveur
- Louis Dickson : Lieutenant de 2e district (non crédité)
- Montrice Eileen : Officier de patrouille Dvorall (non créditée)

### Épisode 5:Une fraction de seconde
- États-Unis /  Canada : 21 février 2024 sur NBC / Citytv
- Suisse : 12 juillet 2024 sur RTS 1
- France : 12 mars 2025 sur 13ème Rue

- États-Unis : 5,35 millions de téléspectateurs[5]

- Erik LaRay Harvey : Lew Atwater
- Patrice Covington : Teresa Westbrook
- Mcabe Gregg : Phillip Morrison
- Vincent Teninty : Prêteur sur gages
- Marcus Hopkins-Turner : Corey Westbrooke
- Devante Jamar Adams : Jonathan Westbrooke
- Michael Ehlers : Médecin légiste
- Justin Fortuna : Pompier
- Ryan Burton : Piéton (non crédité)
- Giota Trakas : Pompier (non créditée)

### Épisode 6:Instinct de survie
- États-Unis /  Canada : 28 janvier 2024 sur NBC / Citytv
- Suisse : 19 juillet 2024 sur RTS 1
- France : 19 mars 2025 sur 13ème Rue

- États-Unis : 5,16 millions de téléspectateurs[6]

- Bobby Hogan : Noah Gorman
- Colin Bates : Zach Jones
- Robert Ray Manning Jr. : Chef Thomas Waldron
- Benny Mora : Bruno
- Todd Gillenardo : Propriétaire du magasin
- Chris Clowers : Junkie
- Michelle l Lamb : Superviseur de nuit
- Abigail Esmena : Technicien
- Charleone : Employé
- Judith Eisenberg : Résident
- Montrice Eileen : Officier de patrouille Dvorall (non créditée)

### Épisode 7:Les Vivants et les morts
- États-Unis /  Canada : 20 mars 2024 sur NBC / Citytv
- Suisse : 19 juillet 2024 sur RTS 1
- France : 26 mars 2025 sur 13ème Rue

- États-Unis : 5,06 millions de téléspectateurs[7]

- Bobby Hogan : Noah Gorman
- Harry Bouvy : Juge Harold Balen
- Brandon Espinoza : Manuel Tovar
- Adam Sherman : Petey
- Cat Savage : Sergent de la marine
- Angel Pedraza : Muscle
- Laurie Carter Rose : Avocat
- Jennifer Glasse : Commis adjoint
- Michelle Roberts : Détective
- Lori Rohr : La femme
- Brigid Marshall : Technicien médico-légale
- Daniil Krimer : Technicien
- Bella Falcone : Hazel
- Veronica Szafoni : Fille #1
- Raffinae Keyes : Fille #2
- Alexa Marie Prado : Fille #3
- Montrice Eileen : Officier de patrouille Dvorall (non créditée)

### Épisode 8:Sur le terrain
- États-Unis /  Canada : 27 mars 2024 sur NBC / Citytv
- Suisse : 26 juillet 2024 sur RTS 1
- France : 2 avril 2025 sur 13ème Rue

- États-Unis : 5,17 millions de téléspectateurs[8]

- Andy Favreau : Trent Howell
- Lin Yin : Kate Howell
- Laura Coover : Tammy Reed
- Bill Redding : George Cook
- Xavier Jones : Officier de patrouille
- Drew Giles : Toby Baker
- Tyler Johnson : Sosie de Baker (non crédité)
- Russ Panzarella : Banlieusard #1 (non crédité)
- Brian Parker : Banlieusard #2 (non crédité)

### Épisode 9:On ne fait qu'un
- États-Unis /  Canada : 3 avril 2024 sur NBC / Citytv
- Suisse : 26 juillet 2024 sur RTS 1
- France : 9 avril 2025 sur 13ème Rue

- États-Unis : 4,75 millions de téléspectateurs[9]

- Julio Cesar Cedillo : Rafael Perez
- Ed Gonzalez Moreno : Matias Perez
- Selena Wyatt : Serveur
- Roosevelt Booker : Voisin
- Donavan Darius : Civil
- Jonathan Kaya : Miguel Lazaro

### Épisode 10:Vieux dossiers
- États-Unis /  Canada : 1er mai 2024 sur NBC / Citytv
- Suisse : 2 août 2024 sur RTS 1
- France : 16 avril 2025 sur 13ème Rue

- États-Unis : 5,01 millions de téléspectateurs[10]

- Vanessa Martinez : Sonia Zamora
- Jazmene Valenzuela : Hope Zamora
- Gabrielle Lee : Tara
- Justine Rose : Ruthie Zamora

### Épisode 11:Le poids de la culpabilité
- États-Unis /  Canada : 8 mai 2024 sur NBC / Citytv
- Suisse : 2 août 2024 sur RTS 1
- France : 23 avril 2025 sur 13ème Rue

- États-Unis : 4,73 millions de téléspectateurs[11]

- Petey McGee : George « Butchie » Tyson
- Patrice Covington : Teresa Westbrooke
- Al'Jaleel McGhee : Terrence Hayes
- Devante Jamar Adams : Jonathan Westbrooke
- Madelyn DePorter : Phoebe Thompson
- Drew Potter : Officier Aubrey Goodman
- Michael T. Downey : Vice Principal
- Miles Borchard : Officier de patrouille #1
- Danielle Davis : Officier de patrouille #2
- Chrissy Hogue Bartels : Barman
- Dale Fanella : Kurt Hudson
- Bradford Foote : Patrouilleur (non crédité)

### Épisode 12:Faire l'inventaire
- États-Unis /  Canada : 15 mai 2024 sur NBC / Citytv
- Suisse : 9 août 2024 sur RTS 1
- France : 30 avril 2025 sur 13ème Rue

- États-Unis : 4,99 millions de téléspectateurs[12]

- Kristin Dodson : Kiki Dunn
- Jack Foley : Bobby Keter
- Benny Mora : Bruno
- Debo Balogun : Détective Eric Josen
- Angela Morris : Suzanne Matson
- Maggie Toomey : Lucy Matson
- Kendrick Holmes : Leon Madges
- Ebony Jenae : Ami Harden
- Ashli Rene Funches : Bev
- Samantha Vosmaer : Martinez
- Tyler Burke : Civil
- Brittani O'Connell : Officier de patrouille #1
- Andy Ottenweller : Officier de patrouille #3
- Cecil Archbold Jr. : Garde #1
- Tanya Calderon : Ambulancier #1
- Brian Parker : Le voisin de Voight (non crédité)

### Épisode 13:Un de plus
- États-Unis /  Canada : 22 mai 2024 sur NBC / Citytv
- Suisse : 9 août 2024 sur RTS 1
- France : 7 mai 2025 sur 13ème Rue

- États-Unis : 4,89 millions de téléspectateurs[13]

- Angela Morris : Suzanne Matson
- Maggie Toomey : Lucy Matson
- Kristi Alsip : Médecin
- Rami Abushhab : Ambulancier #1
- Watson Swift : Consommateur
- Nick Baron : Squatteur
- John Moll : Conducteur
- Brian Parker : Le voisin de Voight (non crédité)